# Nuevo Poblado la Ciénega
Nuevo Poblado la Ciénega är en ort i Mexiko.   Den ligger i kommunen Ixtapa och delstaten Chiapas, i den sydöstra delen av landet, 700 km öster om huvudstaden Mexico City. Nuevo Poblado la Ciénega ligger 1 265 meter över havet och antalet invånare är 122.
Terrängen runt Nuevo Poblado la Ciénega är varierad. Runt Nuevo Poblado la Ciénega är det ganska tätbefolkat, med 116 invånare per kvadratkilometer. Närmaste större samhälle är Bochil, 15,8 km norr om Nuevo Poblado la Ciénega. I omgivningarna runt Nuevo Poblado la Ciénega växer huvudsakligen savannskog.